# Дмитро-Титово
Дмитро-Титово — село в Кытмановском районе Алтайского края России. Административный центр Дмитро-Титовского сельсовета.

## География
Расположено в 26 км (18 км по прямой) на северо-запад от райцентра Кытманово, на левом берегу реки Чумыш, у впадения притока Большегорская, высота над уровнем моря 168 м. Ближайшие н. п. — Ларионово в 2 км на север и Заречное в 5 км восточнее, на другом берегу Чумыша.

### Уличная сеть
| Большегорская Улица |
| Больничная Улица    |
| Комсомольская Улица |
| Молодёжная Улица    |
| Набережная Улица    |
| Озерная Улица       |
| Партизанская Улица  |
| Песчаная Улица      |
| Пролетарская Улица  |
| Советская Улица     |
| Солнечная Улица     |
| Целинная Улица      |
| Центральная Улица   |
| Юбилейная Улица     |
| Южная Улица         |

## Топоним
Название села, согласно местной легенде, происходит следующим образом:

Примерно в 1880—1890 годах села ещё не было, но были постройки, и в Дмитро-Титово заехали три брата. Их звали: Дмитрий Титов, Ларион Титов и Евдоким Титов. Решили они построить каждый свою деревни. Прошло много лет и уже в Советском Союзе, когда узнали кто образовал эти села, решили назвать их в честь основателей. Так и получилось: село Ларионово, село Евдокимово и Дмитро-Титово.

## История
Согласно же архивным сведениям, по второй ревизии поселений, Дмитро-Титово было основано в 1727 году староверами, переселявшиеся на Алтай от преследований Петра I.
До 1782 года село относилось к Белоярской слободе, с 1794 по 1924 год — к Верх-Чумышской волости Барнаульского уезда Томской губернии. На 1899 год в селе Дмитре-Титовском (другое название Заречкино) числилось 92 двора, 547 жителей (239 мужского пола и 308 женского), деревянная церковь, церковно-приходская школа, торговая лавка и питейное заведение.
В 1928 году состояло из 274 хозяйств. В административном отношении являлось центром Дмитро-Титовского сельсовета Верх-Чумышского района Барнаульского округа Сибирского края.

## Население
| 1926  | 1997  | 1998  | 1999  | 2000  | 2001  | 2002  | 2003  | 2004  | 2005  |
| ----- | ----- | ----- | ----- | ----- | ----- | ----- | ----- | ----- | ----- |
| 1350  | ↘1328 | ↘1325 | ↘1278 | ↗1281 | ↘1243 | ↘1224 | ↘1188 | ↗1205 | ↘1161 |
| 2006  | 2007  | 2008  | 2009  | 2010  | 2011  | 2012  | 2013  |       |       |
| ↗1215 | ↗1242 | ↘1235 | ↘1159 | ↘1096 | →1096 | ↘1046 | ↘1028 |       |       |

Национальный состав
В 1928 году основное население — русские.
Согласно результатам переписи 2002 года, в национальной структуре населения русские составляли 93 %.

## Инфраструктура
В селе действуют отделения почты, Сбербанка, средняя школа, детский сад «Колокольчик» магазин РАЙПО, в Дмитро-Титово находится Центральная районная больница.

## Транспорт
Село доступно автотранспортом.